# EPP-code
Een EPP-code is een unieke code van een domeinnaam die noodzakelijk is om de domeinnaam te kunnen verhuizen. De EPP-code wordt geleverd door het Extensible Provisioning Protocol en is nodig bij het verhuizen, vernieuwen of beveiligen van een domeinnaam.
De EPP-code kan ook de volgende namen hebben:
- Authorization key
- Authorization code
- Registrar auth code
- Transfer auth code
- Domain lock key AUTH-ID
- AuthInfo Code
- Token
- Verhuiscode
- Verhuistoken